# Tandkarper
- Orden tandkarper Cyprinodontiformes
  - Underorden Aplocheiloidei
    - Familie Aplocheilidae

  - Underorden Cyprinodontoidei
    - Familie Rivulidae
    - Familie Profundulidae
    - Familie Fundulidae
    - Familie Valenciidae Valencidae
    - Familie Æglæggende tandkarper (killifisk) Cyprinodontoidea Cyprinodontidae
    - Familie Firøjefamilien Anablepidae
    - Familie Ungefødende tandkarper Poeciloidea
      - Poeciliidae
        - Poeciliinae
          - Poecilia
            - Guppy Poecilia reticulata

          - Xiphophorus
            - Platy Xiphophorus maculatus
            - Grøn sværddrager Xiphopurus Helleri Xiphopurus Hellerii eng. swordtail

    - Familie Goodeidae

## Eksterne adresser med dansk indhold
- Lars Skipper: alverdens fisk Arkiveret 5. august 2003 hos  Wayback Machine
- Vad heter fisken egentligen? Arkiveret 3. oktober 2003 hos  Wayback Machine Tabel med bl.a. nordiske og latinske navne.
- Akvariefisk:
- Akvarieviden billed oversigt og uddybende artikler Arkiveret 19. december 2008 hos  Wayback Machine
- Akvariesiden.dk: arter Arkiveret 1. august 2003 hos  Wayback Machine
- Killifisk Arkiveret 7. oktober 2003 hos  Wayback Machine
- Poecilia Scandinavia Skandinavisk specialforening, som arbejder for bevaring og udbredelse af ungefødende akvariefisk i naturform.

## Eksterne adresser
- Markku Savela: Life, Cyprinodontiformes
- NCBI Taxonomy entry
- Image Library of the International Killifish Association Arkiveret 23. maj 2012 hos  Wayback Machine